# Кряж Чекановского
Кряж Чекано́вского — горный кряж в Якутии, расположенный на левобережье нижнего течения реки Лена и ограничивающий с юго-запада её дельту.
Длина кряжа составляет 320 км. Средние высоты достигают 450—500 м (наибольшая — 529 м). Долиной реки Оленёк кряж Чекановского отделён от кряжа Прончищева. Сложен мезозойскими песчаниками, алевролитами и глинистыми сланцами. Преобладает лишайниковая и каменистая тундра.
Кряж получил своё название в честь исследователя Сибири Александра Чекановского.